# Niklas Landin Jacobsen
Niklas Landin Jacobsen (* 19. Dezember 1988 in Søborg, Gladsaxe Kommune) ist ein dänischer Handballtorwart. Er wurde 2019 und 2021 zum Welthandballer des Jahres gewählt und ist damit der einzige Torwart, der zweimal Welthandballer werden konnte und der erste Handballer, der die Auszeichnung zweimal in Folge gewonnen hat.

## Vereinskarriere
Der 2,01 Meter große und 102 Kilogramm schwere Torhüter spielte anfangs für KFUM Kopenhagen.
Im Jahr 2006 schloss er sich dem dänischen Erstligisten GOG Svendborg TGI an, mit dem in den Spielzeiten 2007/08, 2008/09 und 2009/10 an der EHF Champions League sowie in der Spielzeit 2009/10 am EHF-Pokal teilnahm.
Anschließend stand er ab Februar 2010 beim Erstligisten Bjerringbro-Silkeborg unter Vertrag, mit dem er erneut im EHF-Pokal und in der Champions League spielte.
Zur Saison 2012/13 wechselte er zum deutschen Bundesligisten Rhein-Neckar-Löwen, mit dem er den EHF-Pokal 2012/13 gewinnen konnte.
Im August 2014 wurde sein Wechsel zur Saison 2015/16 zum THW Kiel, bei dem er einen Dreijahresvertrag unterschrieb, bekannt gegeben. Ab dem Jahr 2018 war er gemeinsam mit Domagoj Duvnjak und Patrick Wiencek Co-Kapitän des Rekordmeisters. Mit dem Verein gewann er den DHB-Pokal 2017 und 2019. Auch den EHF-Pokal 2018/19 holte er mit den Kielern. Ein Jahr später gewann er die deutsche Meisterschaft und die EHF Champions League. Im März 2021 gab der THW die Verlängerung des auslaufenden Vertrages bis 2025 bekannt. Er wurde in Deutschland zum Handballer des Jahres 2021 gewählt.
Landin steht seit der Saison 2023/24 beim dänischen Verein Aalborg Håndbold unter Vertrag.

## Nationalmannschaft
Landin war fester Bestandteil der dänischen Nationalmannschaft, so spielte er bei der Weltmeisterschaft 2009 bereits mit 20 Jahren sein erstes internationales Turnier und holte mit Dänemark bei der Weltmeisterschaft 2011 die Silbermedaille. Im Jahr 2012 gewann er mit der dänischen Auswahl die Europameisterschaft. Im Sommer 2012 nahm er an den Olympischen Spielen in London teil und erreichte das Viertelfinale. Bei der Weltmeisterschaft 2013 in Spanien wurde er erneut Vize-Weltmeister. Bei der Europameisterschaft 2014 wurde er Vize-Europameister und als bester Torwart ins All-Star-Team berufen. Bei den Olympischen Spielen 2016 in Rio de Janeiro gewann er die Goldmedaille und wurde erneut in das All-Star-Team berufen. Bei der Weltmeisterschaft 2019 wurde er Weltmeister. Zusätzlich wurde er in das All-Star-Team gewählt. Auch bei der Weltmeisterschaft 2021 gewann er erneut den Weltmeistertitel. Dabei zeigte er eine sehr gute Leistung und wurde zum Most Valuable Player (Wertvollster Spieler) des Finalspiels gegen Schweden gewählt. Mit Dänemark gewann er bei den Olympischen Spielen in Tokio die Silbermedaille. Bei der Europameisterschaft 2022 gewann er mit Dänemark die Bronzemedaille. Bei der Weltmeisterschaft 2023 wurde er zum dritten Mal Weltmeister. Beim Gewinn der Silbermedaille bei der Europameisterschaft 2024 kam er in allen neun Spielen zum Einsatz und parierte 31 % der Würfe auf sein Tor. Bei seinem letzten Turnier mit der dänischen Auswahl gewann er die Goldmedaille bei den Olympischen Spielen 2024 in Paris und wurde ins All-Star-Team des Turniers gewählt.
Landin trug gemeinsam mit der Seglerin Anne-Marie Rindom die dänische Fahne bei der Eröffnungsfeier der Olympischen Sommerspiele 2024.

## Erfolge
(Quelle: )

### Verein
- Dänischer Meister 2007, 2024, 2025
- Dänischer Pokalsieger: 2025
- EHF-Pokal 2013, 2019
- DHB-Supercup 2015, 2021, 2022
- DHB-Pokalsieger 2017, 2019, 2022
- Deutscher Meister 2020, 2021, 2023
- EHF Champions League 2020

### Nationalmannschaft
- Goldmedaille Olympische Sommerspiele 2016, 2024
- Weltmeister 2019, 2021, 2023
- Europameister 2012
- Silbermedaille Olympische Spiele 2020
- Vize-Weltmeister 2011, 2013
- Vize-Europameister 2014 und 2024
- Bronze bei der Europameisterschaft 2022
- U-19-Weltmeister 2007[20]

### Auszeichnungen
- Welthandballer der Jahre 2019 und 2021
- Dänemarks Handballer des Jahres 2012, 2014 und 2020[21]
- Dänemarks Handballer der Nationalmannschaft 2014, 2020 und 2021
- HBL-Torhüter der Saison 2014/15, 2016/17 und 2018/19
- All-Star-Team der EHF Champions League 2015/16 und 2019/20
- All-Star-Team der Europameisterschaft 2014
- All-Star-Team der Olympischen Spiele 2016
- All-Star-Team der Weltmeisterschaft 2019
- All-Star-Team bei den Olympischen Spielen 2024[22]
- All-Star-Team der U-19-Weltmeisterschaft 2007[20]
- Kiels Sportler des Jahres 2019, 2020, 2021 und 2022
- Deutschlands Handballer des Jahres 2021
- EHF Excellence Awards 2023

## Familie
Niklas Landin ist verheiratet und hat zwei Kinder. Sein jüngerer Bruder Magnus Landin Jacobsen ist ebenfalls professioneller Handballspieler. Bis zu Niklas Wechsel nach Aalborg spielten sie von 2018 bis 2023 zusammen beim THW Kiel.